# Nasty
A Nasty Janet Jackson amerikai énekesnő második kislemeze harmadik, Control című albumáról. A dal az egyik első volt, amit a Jimmy Jam és Terry Lewis szerző-producerpárossal írt. A Nasty máig Jackson egyik legismertebb dala; a szemtelenkedő fiúkról szól, különösen egyik sora épült be a köztudatba: „No, my first name ain’t baby – it’s Janet, Ms. Jackson, if you’re nasty” („Nem, a keresztnevem nem bébi, hanem Janet – neked Jackson kisasszony, ha pimaszkodsz.”)

## Háttere
A dalt Jackson egy kellemetlen élménye ihlette. Minneapolisban egy csapat férfi zaklatni akarta a hotelnél, ahol lakott, miközben az albumon dolgoztak. „Akkor fogtam fel a veszélyt, amikor egy csapat férfi követni kezdett az utcán. Fenyegetőek voltak, érzelmileg és szexuálisan is. De ahelyett, hogy Jimmyhez vagy Terryhez futottam volna védelemért, kiálltam magamért és megfutamítottam őket. Így születtek az olyan dalok, mint a 'Nasty' és 'What Have You Done for Me Lately'; önvédelemből. Az életem irányítása nemcsak arról szólt, hogy tudok gondoskodni magamról, hanem arról is, hogy sokkal kevésbé védett világban kell élnem. Ehhez keménnyé kellett válnom, változtatni kellett a hozzáállásomon.”

## Fogadtatása
A Nasty a Billboard Hot 100 harmadik, a Billboard R&B/Hip-Hop Singles and Tracks első helyére került. A dal díjat nyert az American Music Awards díjkiosztón legjobb soul/R&B-dal kategóriában. A VH1 Az elmúlt 25 év 100 legjobb dala listáján a 30., a 80-as évek 100 legjobb dala listán a 45., a Rolling Stone 100 legjobb popdalt felsoroló listáján pedig a 79. helyre került. Jackson minden eddigi turnéján előadta a dalt.
A Nastyt 1990-ben felhasználták a Nasty Boys című televíziós sorozat főcímzenéjének, ekkor Lisa Keith énekelte, és a dalszöveget is megváltoztatták, hogy jobban illjen a sorozathoz.

## Videóklip és remixek
A klipben, melyet Mary Lambert rendezett, Janet moziba megy, ahol a mellette ülő fiú túl pofátlan módon próbál közeledni hozzá. Janet ekkor felugrik a filmvászonra a szereplők közé, és ott táncolnak. A klip koreográfusa Paula Abdul volt, aki szerepel is benne.

### Hivatalos remixek, változatok listája
- Album Version (4:03)
- A cappella (2:55)
- Cool summer mix part 1 (7:57)
- Cool summer mix part 1 edit (4:07)
- Cool summer mix part 2 (10:09)
- Design of a Decade international edit (3:44)
- Edit of the remix (3:40)
- Extended mix (6:00)
- Instrumental (4:00)

## Számlista[3]
7" kislemez (Egyesült Királyság, Németország, Spanyolország, Japán)
1. Nasty (Edit) – 3:40
2. You’ll Never Find (A Love Like Mine) – 4:08

12" maxi kislemez (USA, Ausztrália, Franciaország, Németország, Japán)
1. Nasty (Extended Version) – 6:00
2. Nasty (Instrumental) – 4:00
3. Nasty (A Cappella) – 2:55

12" maxi kislemez (Egyesült Királyság)
1. Nasty (Extended Version) – 6:00
2. Nasty (Instrumental) – 4:00
3. You’ll Never Find (A Love Like Mine) – 4:08

12" maxi kislemez (USA, Németország)
1. Nasty (Cool Summer Mix Part 1) – 7:57
2. Nasty (Cool Summer Mix Part 2) – 10:09

2×12" maxi kislemez (Japán)
1. Nasty (Extended Version) – 6:00
2. Nasty (Instrumental) – 4:00
3. Nasty (A Cappella) – 2:55
4. What Have You Done for Me Lately (Extended Mix)
5. What Have You Done for Me Lately (Dub Version)
6. What Have You Done for Me Lately (A Cappella)

## Helyezések
| Slágerlista (1986)                               | Legmagasabb helyezés |
| ------------------------------------------------ | -------------------- |
| USA Billboard Hot 100                            | 3                    |
| USA Billboard Hot 100 Airplay                    | 5                    |
| USA Billboard Hot Dance Music/Club Play          | 2                    |
| USA Billboard Hot Dance Music/Maxi-Singles Sales | 6                    |
| USA Billboard Hot R&B/Hip Hop Singles & Tracks   | 1                    |
| USA ARC Weekly Top 40                            | 2                    |
| Ausztrál ARIA Top 50                             | 17                   |
| Belga kislemezlista (Flandria)                   | 4                    |
| Brit kislemezlista                               | 19                   |
| Francia kislemezlista                            | 99                   |
| Holland Top 40                                   | 5                    |
| Ír kislemezlista                                 | 20                   |
| Kanadai kislemezlista                            | 3                    |
| Német kislemezlista                              | 9                    |
| Osztrák kislemezlista                            | 21                   |
| Svájci kislemezlista                             | 8                    |
| Új-zélandi kislemezlista                         | 8                    |